# Genevieve Hannelius
Genevieve Hannelius (n. 22 decembrie 1998, Boston, MA, SUA) este o actriță americană, cunoscută cu numele Dakota Condor pentru rolul său din serialul Sonny with a chance. De asemenea ea a mai apărut și în seriale ca Hannah Montana cu rolul lui Tiffany și Good Luck Charlie cu rolul lui Jo. A avut și rolul principal în Cățelul blogger ca Avery Jennings.

## Filmografie
- Black&Blue Zoe (2009) - "unknown"
- The Search for Santa Paws (2009) - Janie
- Surviving Suburbia (2009) - Courtney Patterson
- Leo Little's Big Show (2009) - Amy Little
- Sonny și steluța ei norocoasă (2009) - Dakota Condor
- Rita Rocks (2009) - Brianna Boone
- Hannah Montana(2009) - Tiffany
- Baftă Charlie (2010) - Jo
- Cățelul blogger (2012-2015) - Avery

1. 1 2  „Genevieve Hannelius”, Internet Movie Database